# NABC Defensive Player of the Year
NABC Defensive Player of the Year, già Henry Iba Corinthian Award, è un premio conferito ogni anno dalla National Association of Basketball Coaches per il campionato di pallacanestro NCAA Division I al miglior difensore.

## Vincitori
- 1987 - Tommy Amaker,  Duke Blue Devils
- 1988 - Billy King,  Duke Blue Devils
- 1989 - Stacey Augmon,  UNLV R. Rebels
- 1990 - Stacey Augmon,  UNLV R. Rebels
- 1991 - Stacey Augmon,  UNLV R. Rebels
- 1992 - Alonzo Mourning,  Georgetown Hoyas
- 1993 - Grant Hill,  Duke Blue Devils
- 1994 - Jim McIlvaine,  Marquette G. Eagles
- 1995 - Tim Duncan,  W.F. Dem. Deacons
- 1996 - Tim Duncan,  W.F. Dem. Deacons
- 1997 - Tim Duncan,  W.F. Dem. Deacons
- 1998 - Steve Wojciechowski,  Duke Blue Devils
- 1999 - Shane Battier,  Duke Blue Devils
- 2000 - Shane Battier,  Duke Blue Devils
Kenyon Martin,  Cincinnati Bearcats

- 2001 - Shane Battier,  Duke Blue Devils
- 2002 - John Linehan,  Providence Friars
- 2003 - Emeka Okafor,  UConn Huskies
- 2004 - Emeka Okafor,  UConn Huskies
- 2005 - Shelden Williams,  Duke Blue Devils
- 2006 - Shelden Williams,  Duke Blue Devils
- 2007 - Greg Oden,  Ohio State Buckeyes
- 2008 -  Hasheem Thabeet,  UConn Huskies
- 2009 -  Hasheem Thabeet,  UConn Huskies
- 2010 - Jarvis Varnado,  MSU Bulldogs
- 2011 - Kenneth Faried,  MSU Eagles
- 2012 - Anthony Davis,  Kentucky Wildcats
- 2013 - Victor Oladipo,  Indiana Hoosiers
Jeff Withey,  Kansas Jayhawks

- 2014 - Aaron Craft,  Ohio State Buckeyes
- 2015 - Willie Cauley-Stein,  Kentucky Wildcats
- 2016 - Malcolm Brogdon,  Virginia Cavaliers
- 2017 - Jevon Carter,  WV Mountaineers
- 2018 - Jevon Carter,  WV Mountaineers
- 2019 - De'Andre Hunter,  Virginia Cavaliers
- 2020 -  Udoka Azubuike,  Kansas Jayhawks
- 2021 - Davion Mitchell,  Baylor Bears
- 2022 - Walker Kessler,  Auburn Tigers
- 2023 - Jaylen Clark,  UCLA Bruins
- 2024 - Jamal Shead,  Houston Cougars
- 2025 - Ryan Kalkbrenner,  Creighton Bluejays